# Dario Coates
Dario Coates (Hebden Bridge, 25 april 1992) is een Engels acteur. Hij speelde in diverse films en series, waaronder The Yellow Paper, Coronation Street en You.

## Filmografie

### Film
- 2010: Trailing Dirt, als Martin
- 2013: Moonlighting, als Ben
- 2016: Buried at Sea, als Callum
- 2018: Isha, als Sean
- 2019: The Yellow Wallpaper, als Andrew
- 2020: Boys on Film 20: Heaven Can Wait, als ?

### Televisie
- 2007-2008: Coronation Street, als Alex Neeson
- 2013: Drifters, als LOL Squad 2
- 2014: Doctors, als Leo Kellam
- 2016: The Coroner, als Ben Fairhead
- 2017: Endeavour, als Lee 'Stix' Noble
- 2017: Damned, als Nick
- 2021: The Girlfriend Experience, als Data Tagger
- 2021: Rules of the Game, als Peter Alan
- 2022: Tell Me Everything, als Pineapples
- 2023: You, als Connie
- 2023: The Couple Next Door, als Mike

### Computerspellen
Tevens sprak Coates diverse stemmen in voor videospellen:
- 2020: Cyberpunk 2077, als aanvullende stemmen
- 2021: Red Solstice 2: Survivors, als aanvullende stemmen
- 2022: Expeditions: Rome, als Tullius Cicero, Minucius Thermus en Felix Hadrianus
- 2022: Total War: Warhammer III
- 2022: Live A Live, als Oersted
- 2023: The Lord of the Rings: Gollum, als Orc / Elf
- 2023: Killer Frequency, als verschillende personages
- 2023: Baldur's Gate 3, als verschillende personages
- 2023: Payday 3, als verschillende personages
- 2023: Warhammer Age of Sigmar: Realms of Ruin, als verschillende personages
- 2024: Banisher: Ghosts of New Eden, als verschillende personages
- 2024: Astra: Knights of Veda, als Orlik / Lucian
- 2024: Closer the Distance, als Laul
- 2024: Warhammer 40.000: Space Marine II, als verschillende personages
- 2024: Metaphor: ReFantazio, als Ovis Lydnad Gideaux / Jin Cerchine Dulls
- 2025: Split Fiction, als verschillende personages